# Louis Durot
 (mars 2020).
Si vous disposez d'ouvrages ou d'articles de référence ou si vous connaissez des sites web de qualité traitant du thème abordé ici, merci de compléter l'article en donnant les références utiles à sa vérifiabilité et en les liant à la section « Notes et références ».
Louis Durot est un chimiste, designer et auteur français né à Paris le 28 avril 1939.
Son esthétique est liée au pop art.

## Biographie
À la suite d'une dénonciation pendant la Seconde Guerre mondiale, Louis Durot et sa famille furent emmenés le 23 décembre 1943 dans une rafle à Plascassier et déportés par camion à destination du camp d’extermination d'Auschwitz. Sur le chemin, le véhicule tomba en panne et les passagers ratèrent leur train pour Auschwitz. Louis Durot fut recueilli par une gardienne de chèvre, vivant reclus à Magagnosc dans le sud de la France. Madame Guizol cachait douze autres enfants juifs. Sa maison se trouvait en bas d'une ruelle montante où coulait une rivière, c'était là que Louis Durot sculptait ses premiers jouets en argile.
Il s'inscrit en 1960 à la faculté des sciences, où il passe un diplôme de « propédeutique – Maths 1 Mécagène ». En 1963, il devient « colleur » pendant deux mois puis ingénieur à la société Equipiel, où il est chargé des calculs et des mesures de résistance pour développer des prototypes de centrales nucléaires. Lorsque la branche française est abandonnée et devient une société de recherche, Equipiel lui offre une formation d’un an en chimie organique. Entre 1966 et 1972, Louis Durot est à la tête d’une douzaine de contrats de recherches. 
En 1964, Louis Durot fonde le Freelane Studio qui entend fédérer des artistes de diverses disciplines aux attentes plastiques communes. Le Freelane Studio rassemble ainsi le journaliste de jazz Gilles Brinon, le peintre Jean Ihallero et Maxime Defert. C’est grâce à eux que Louis Durot rencontre le peintre François Arnal, qui lui présente le sculpteur français César Baldaccini dit César en 1966.
Louis Durot devient l’assistant de César pendant un an, afin de mettre à son service ses qualités d'ingénieur chimiste. Dans l’atelier de César, il améliore ses connaissances sur la mousse de polyuréthane et les créations en mousse de l’artiste, ses expansions.
Grâce à César, Louis Durot rencontre Pierre Restany — fondateur et maître à penser du groupe des Nouveaux Réalistes fondé en 1960 —, Arman et Robert Malaval. Ces fréquentations sont déterminantes pour Louis Durot qui découvre le milieu et la pratique artistique à travers ses nouveaux amis. Louis Durot conçoit ses premières œuvres en 1968. Les croquis d’époque font découvrir un monde fantasmagorique fait de champignons, de plantes carnivores. Cette nouvelle activité lui demande de la place et il installe donc son atelier au 35, rue Léon dans le 18e arrondissement de Paris.
Désireux de trouver un moyen de créer des objets définitifs dans un matériau à la fois plus flexible, coloré, résistant et immuable, Louis Durot poursuit ses recherches en créant la société chimique des polyuréthanes Durgalith en 1972, qu'il revend en 1997 à la société SOPREMA. Louis Durot est encore aujourd'hui le directeur de « recherche polyuréthane » chez Soprema et est à l'origine du dépôt de centaines de brevets. Louis Durot est également ingénieur spécialiste des polyuréthanes de la société Shinjuker à Pékin.

## Œuvre
L’œuvre de Louis Durot se rattache à l'esthétique pop art : des formes suggérant autre chose que leur fonction et l'apparence d’une matière unique, sans traces d’assemblage, colorées et inspirées par l'univers de la bande-dessinée.
À partir de 1998, Louis Durot expose régulièrement en Chine. En 2002, une exposition lui est consacrée au Guangdong Museum of Art à Canton (« Dreamy toys in the adult world »). Le succès permet à Louis Durot d'être engagé comme professeur à l'Académie des beaux-arts de Canton.
L’œuvre de Louis Durot est aujourd'hui présente dans plusieurs continents (États-Unis, Europe, Asie).

## Collections publiques
Allemagne
- Weil am Rhein, Vitra Design Museum.

Chine
- Canton, Guangdong Museum of Art.

États-Unis
- Atlanta, High Museum of Art.

France
- Paris, musée des Arts décoratifs.

## Expositions et projets

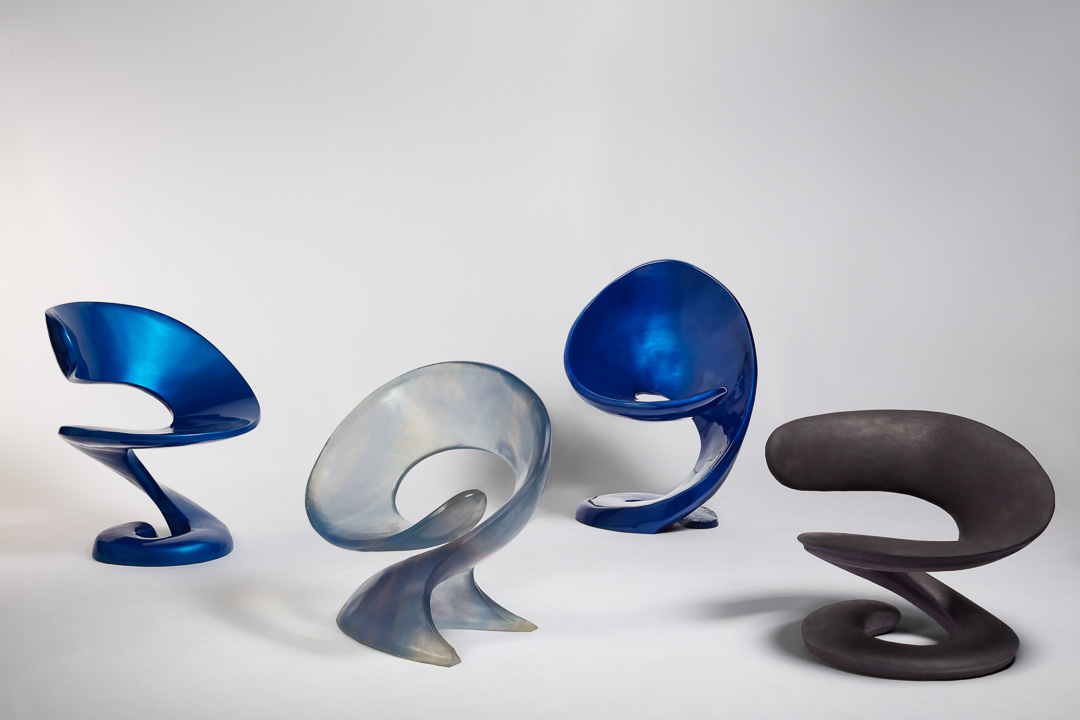
Spiral Chair by Louis Durot

- 1970 : participe au projet de sculpture gonflable pour le Pavillon français à Osaka avec les architectes Sloan et Lecouter.
- 1971 :
  - Salon Batimat, Paris, France ;
  - Salon du cuir, Paris,  France.
- 1972 : création de Durgalith, société que Louis Durot revendra à Soprama en 1997.
- 1987 :
  - Salon Art Jonction international, Nice, France ;
  - Salon Révélation 87 La Défense, Paris, France ;
  - galerie En attendant les Barbares, Paris, France ;
  - Salon Linéart, Foire d'art internationale de Gand, Belgique.
- 1988 : Polymorphismes de Louis Durot, Galerie studio 6, Paris, France.
- 1990 : Outdoor exhibition, Maurice Ravel Gallery, Toronto, Canada.
- 1991 :   
  - Salon des nouvelles technologies de la Vilette, Paris, France ;
  - Bio-morphisme dans un miroir, galerie Turini, Saint-Antoine, Paris, France.
- 1992 :   
  - « L'art est dans le rouge », musée des Automates, Paris, France ;
  - galerie Anne Lettrée, Paris, France ;
  - MAC 2000, Grand Palais, Paris, France ;
  - Salon international de la sculpture contemporaine, Paris, France.
- 1993 : International Contemporary Furniture Fair, New-York, États-Unis.
- 1994 : The Sculpture Objects Functional Art and Design Fair (SOFA), Chicago, États-Unis.
- 1995 : 
  - Art Basel Miami, États-Unis ;
  - Atlanta Art Exhibition, Atlanta, États-Unis.
- 1996 :
  - High Museum of Art, Atlanta, États-Unis ;
  - galerie Miromesnil, Paris, France ;
  - galerie l’Affairiste, Rouen, France ;
  - AIDS (Art and Industrial Design) Gallery, New York, États-Unis ;
  - Edge of the World Gallery, Atlanta, Georgie, États-Unis ;
  - Los Angeles Art Exhibition, Los Angeles, Californie, États-Unis.
- 1997 :
  - galerie Kanake, Paris, France ;
  - Art & Industrial design shop, New-York, États-Unis ;
  - Palais des expositions, Villepinte, France ;
  - Sangbeau, forum des Halles, Paris.
- 1998 :
  - Exposition à Berlin, Allemagne ;
  - Beijing International Exhibition, Pékin, Chine ;
  - Biennale internationale du design, Saint-Étienne, France ;
  - exposition par Shell Reyes, Chicago, États-Unis ;
  - galerie Dream on, Paris, France[2] ;
  - Edge of the World Gallery, Atlanta, États-Unis.
- 1999 :
  - Beijing International Exhibition[3], Beijing, Chine ;
  - Shanghaï International Art Fair, Shanghai, Chine ;
  - Exposition nouvelle du design de l’Odéon, Paris, France ;
  - Gallery Lost City, New-York, États-Unis ;
  - galerie Dream On, Paris, France ;
  - Alliance française, Atlanta, Georgie, États-Unis.
- 2000 :
  - High Museum of Art, Atlanta, États-Unis ;
  - Chinese & Overseas modern artists join exhibition, Beijing Art Museum Gallery, Pékin, Chine :
  - Beijing International Art Fair, Pékin, Chine ;
  - Gallery Lost City, New-York, États-Unis ;
  - La chaise dans tous ses états, viaduc des Arts, Paris, France.
- 2001 :
  - Red Gate Gallery, Pékin, Chine ;
  - The First French Contemporary Art Fair, Hong Kong, Chine ;
  - Salon du mobilier et objet design, Carrousel du Louvre, Paris, France ;
  - Shanghaï International Art Exhibition, Shanghai, Chine.
- 2002 : « Dreamy toys in the adult world », Guangdong Museum of Art, Canton, Chine.
- 2004 : La Matrice - L’Éclosion - La Prolifération, trois expositions en partenariat avec Alan, Bo Plastic et Baillon-Garralon, Paris, France.
- 2005 : 
  - « Polyurethanes de Louis Durot », galerie Roxane Rodriguez, Paris et Alan Grizot, Archéologie du XXe siècle, Saint-Ouen, France ;
  - Hugues Magen gallery, New York, États-Unis.
- 2008 : Robert Malaval - Louis Durot. L’Esprit Rock, présentation de 12 tables Hiroshima de Louis Durot et des œuvres pailletées de Robert Malaval, exposition réalisée par Alan Grizot et Philippe Gravier à l'espace Rothschild, Paris, France.
- 2010 : « Technological Art Achievements », Red Gate Gallery at the Watchtower, Pékin, Chine.
- 2011
  - « Technological Art Achievements[4] by Louis Durot », commissariat de Gisele Person, Besharat Gallery, Atlanta, États-Unis ;
  - Palm Beach Art Fair, Floride, États-Unis ;
  - MIA Art Fair – Miami, Floride, États-Unis.
- 2013 : The system of objects, DESTE Foundation, Centre for Contemporary Art, Athènes, Grèce.
- 2018 :
  - galerie Charraudeau, mai 2018, Paris, France ;
  - FIAC, galerie Charraudeau, avec Gaetano Pesce, Paris, France.
- 2019 :
  - Beyaz Art gallery, Istanbul, Turquie ;
  - Wright, New York et Chicago, États-Unis.
- 2022 : Gallery Sohe, Shanghai, Chine.
- 2023 :
  - Museum of Contemporary Design MUDAC, Lausanne, Suisse
  - Gallery Jack Chiles, New-York, USA
  - Gallery Clement Cividino, Spain

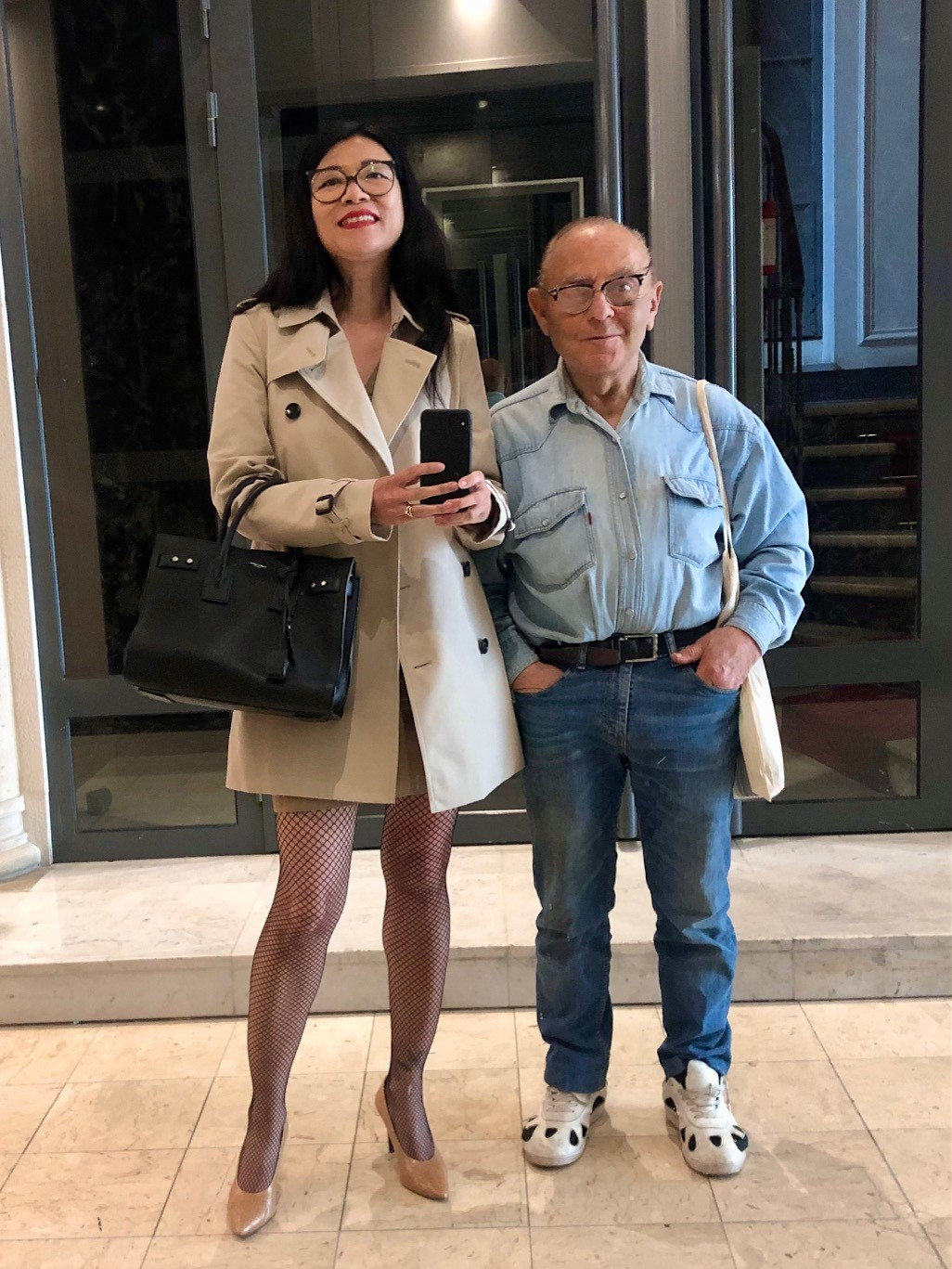
Louis Durot et son agent Kim Chi Pho.
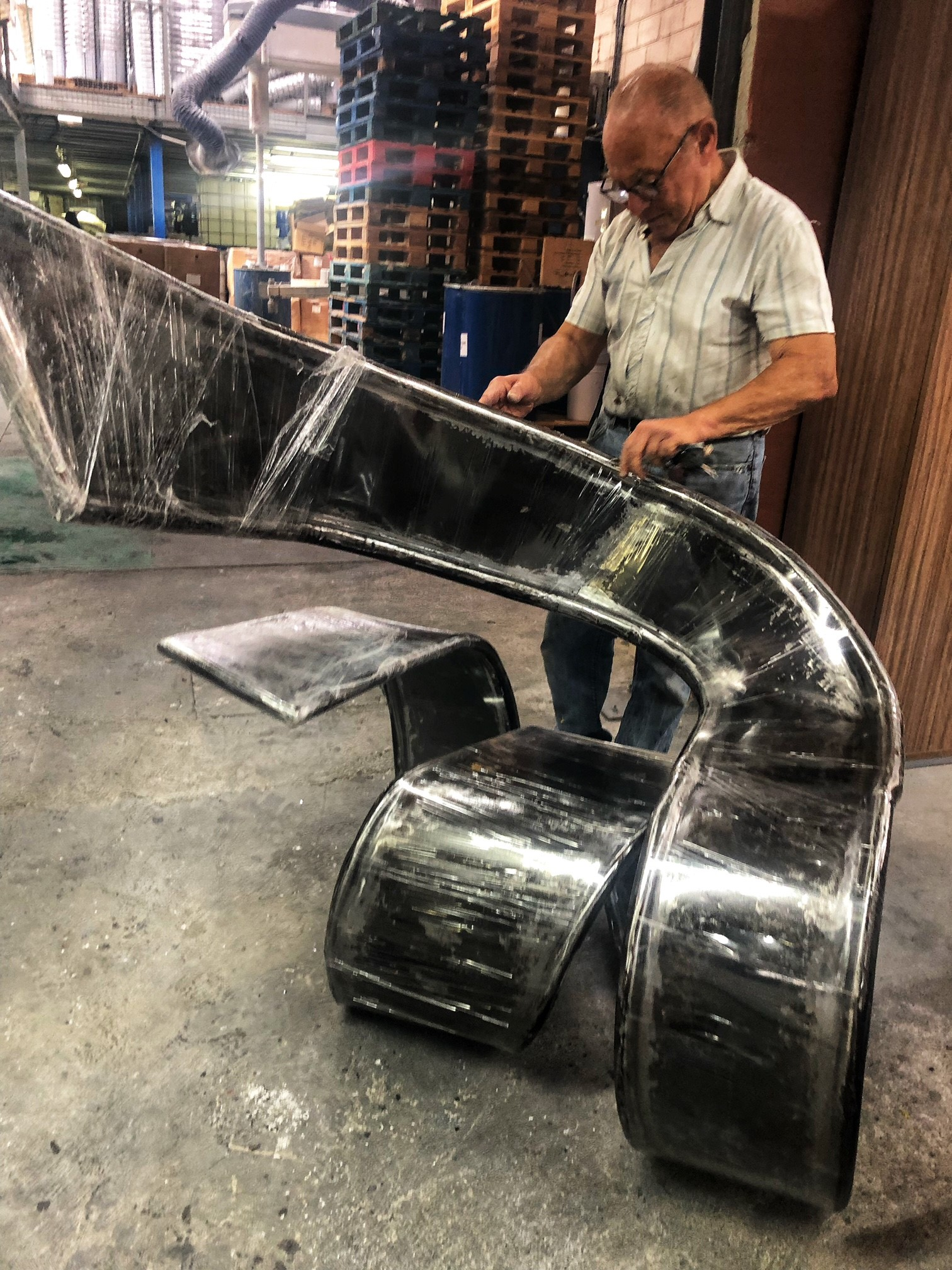
Louis Durot dans son atelier.